# Myonia avara
Myonia avara är en fjärilsart som beskrevs av Druce 1899. Myonia avara ingår i släktet Myonia och familjen tandspinnare. Inga underarter finns listade i Catalogue of Life.